# Amsterdam-Zuidoost

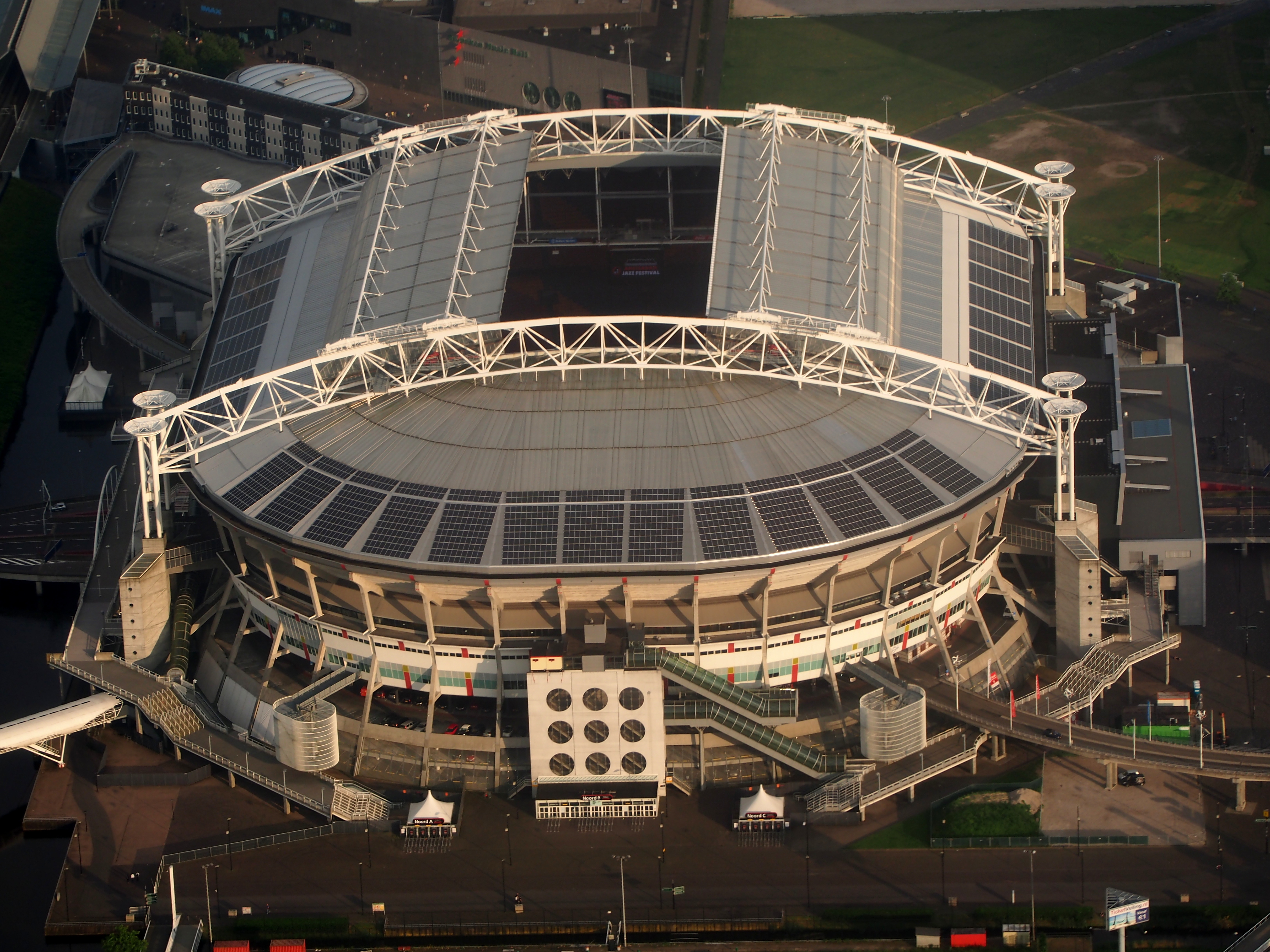
Johan Cruyff Arena ligger i Amsterdam-Zuidoost.

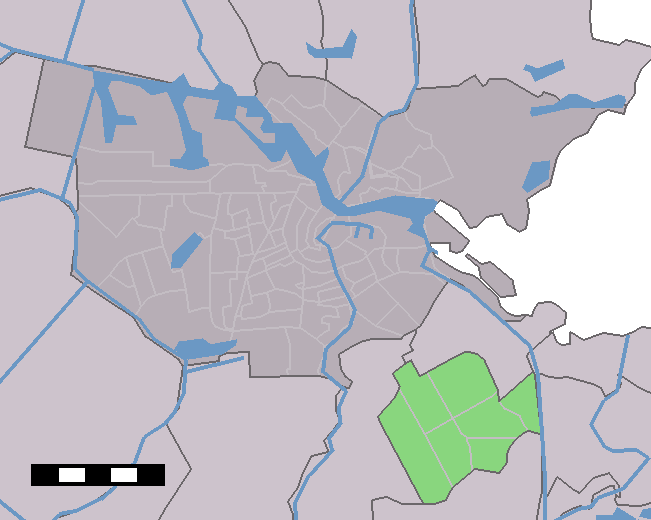
Läge i Amsterdams kommun.

Amsterdam-Zuidoost eller bara Zuidoost är en stadsdel i den nederländska huvudstaden Amsterdam. Stadsdelen hade 2003 totalt 84 811 invånare. I den här delen av staden bor många med en utländsk bakgrund, och här bor en stor del med surinamsk bakgrund.